# Maltot
Maltot är en kommun i departementet Calvados i regionen Normandie i norra Frankrike. Kommunen ligger i kantonen Évrecy som ligger i arrondissementet Caen. År 2022 hade Maltot 1 044 invånare.

## Befolkningsutveckling
Antalet invånare i kommunen Maltot
Referens: INSEE